# Adelphomyia platystyla
Adelphomyia platystyla is een tweevleugelige uit de familie steltmuggen (Limoniidae). De soort komt voor in het Oriëntaals gebied.

## Ondersoorten
- Adelphomyia platystyla parallela
- Adelphomyia platystyla platystyla